# Avon Championships of Cincinnati 1982
Avon Championships of Cincinnati 1982  — жіночий тенісний турнір, що проходив на закритих кортах з килимовим покриттям Riverfront Coliseum у Цинциннаті (США). Належав до Avon Championships Circuit 1982. Відбувсь утретє і востаннє, і тривав з 11 січня до 17 січня 1982 року. П'ята сіяна Барбара Поттер здобула титул в одиночному розряді й отримала за це 30 тис. доларів США.

## Фінальна частина

### Одиночний розряд
Барбара Поттер —  Беттіна Бюнге 6–4, 7–6(7–3)
- Для Поттер це був перший титул в одиночному розряді за сезон і 2-й - за кар'єру.

### Парний розряд
Сью Баркер /  Енн Кійомура —  Пем Шрайвер /  Енн Сміт	6–2, 7–6(7–5)

## Розподіл призових грошей
| Дисципліна       | П       | F       | ПФ     | ЧФ     | 1/8    | 1/16   | Prel. round |
| Одиночний розряд | $30,000 | $15,000 | $7,350 | $3,600 | $1,900 | $1,100 | $700        |